# Cadotte Lake

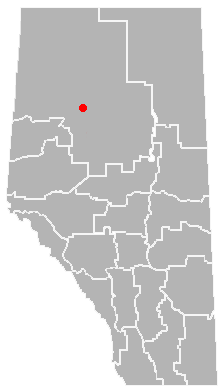

Cadotte Lake est un hameau et établissement indien situé dans le Nord de la province canadienne d'Alberta, précisément sur la route 986 dans le comté de Northern Sunrise, à environ 79 kilomètres à l'est de la ville de Rivière-la-Paix. La partie est de la localité est un hameau, alors que la partie ouest est connue comme Cadotte Lake Indian Settlement, associé à la Première Nation crie de Woodland.

## Démographie
En tant que localité désignée dans le recensement de 2011, Cadotte Lake a une population de 39 habitants dans 9 de ses 12 logements. Avec une superficie de 1,572 0 km2, le hameau possède une densité de population de 24,809 2 hab/km2 en 2011.
Concernant le recensement de 2006, Cadotte Lake abritait 0 habitants dans 0 de ses 0 logements. Avec une superficie de 1,572 0 km2, le hameau possédait une densité de population de 0,0 hab/km2 en 2006.